# Sojoez MS-02
Sojoez MS-02 (Russisch: Союз МС-02) is een ruimtevlucht naar het Internationaal ruimtestation ISS. Het is de 131ste vlucht van een Sojoez-capsule en de tweede van het nieuwe Sojoez MS-type. De lancering vond plaats op 19 oktober 2016. Tijdens deze vlucht werden drie bemanningsleden naar het Internationaal ruimtestation ISS vervoerd. Op 10 april 2017 landde Sojoez MS-02 terug op Aarde.

## Bemanning
| Positie           | Ruimtevaarder                          |
| ----------------- | -------------------------------------- |
| Commandant        | Sergej Rizjikov, RSA 1e ruimtevlucht   |
| Flight Engineer 1 | Andrej Borisenko, RSA 2e ruimtevlucht  |
| Flight Engineer 2 | Robert Kimbrough, NASA 2e ruimtevlucht |

Dit was tevens de reservebemanning voor Sojoez TMA-20M.

## Landingsincident
Toen gedurende de landing de landingsparachute uitklapte sloeg een beugel van de ophanging tegen een lasnaad van de terugkeercapsule. Dit veroorzaakte een kleine scheur in de drukcapsule waardoor een kleine hoeveelheid lucht ontsnapte. De bemanning is niet in gevaar geweest. Voor zover bekend is een soortgelijk incident nooit eerder voorgevallen.